# Тан, Джонан
Джонан Тан Эн Юань (англ. Jonan Tan En Yuan; род. 27 июня 2006, Сингапур) — сингапурский футболист, нападающий клуба «Лайон Сити Сейлорс» и сборной Сингапура до 20 лет. На правах аренды выступает за «Эштрелу».

## Карьера

### Клубная карьера
На молодежном уровне выступал за «Лайон Сити Сейлорс». Дебютировал в чемпионате Сингапура 24 февраля 2023 года в матче с «Таньчжон Пагар Юнайтед». В апреле 2024 года отправился в аренду в «Янг Лайонс». В январе 2025 года отправился в аренду в португальскую «Эштрелу», где играл за молодежную команду.

### Карьера в сборной
Выступал за национальные команды Сингапура до 16 и 20 лет.